# Typhlocirolana ichkeuli
Typhlocirolana ichkeuli is een pissebed uit de familie Cirolanidae. De wetenschappelijke naam van de soort is voor het eerst geldig gepubliceerd in 2009 door Ghlala, Della Valle & Messana.